# My Boy
Pour les articles homonymes, voir My Boy (homonymie).
Singles de Buono!
Co.no.mi.chi
(2009) Take it Easy!
(2009)
My Boy (MY BOY) est le 7e single du groupe de J-pop Buono!, sorti le 29 avril 2009 au Japon sur le label Pony Canyon. 
Il atteint la 7e place du classement Oricon. Sortent aussi une édition limitée du single avec un DVD bonus, et une version "Single V" (vidéo) deux semaines plus tard.
La chanson-titre sert de générique de fin à la série anime Shugo Chara (2e saison : Shugo Chara!! Doki). Elle figurera d'abord sur la compilation de fin d'année du Hello! Project Petit Best 10, puis sur le troisième album du groupe, We Are Buono!, ainsi que sur sa compilation The Best Buono!, tous deux parus en 2010.

## Titres
CD Single
1. MY BOY
2. Warp
3. MY BOY (instrumental)
4. Warp (instrumental)

DVD de l'édition limitée
1. Jacket Making of (ジャケット撮影メイキング?)

Single V
1. MY BOY (Music Clip)
2. MY BOY (Close Up Version)
3. MY BOY (Dance Shot Version)
4. PV Making of (PV撮影メイキング?)